# Antoni Karpiński
Antoni Karpiński (ur. 24 października 1855 w Środzie Wielkopolskiej, zm. 22 kwietnia 1941 w Warszawie) – polski adwokat, działacz narodowo-demokratyczny, powstaniec wielkopolski.

## Życiorys
Urodził się w rodzinie Leopolda Karpińskiego h. Korab (zm. 1888) i Otolii z Jarochowskich h. Przerowa (zm. 1893). Gimnazjum ukończył w Śremie, w którym w 1875 zdał maturę. Studiował prawo na uniwersytetach w Berlinie i Bonn. Praktyki referendarskie odbył w Torgau i Aschersleben w Niemczech.
Od 1883 na stałe osiadł w Gnieźnie, gdzie do 1918 prowadził kancelarię adwokacką. Jako adwokat bronił polskich działaczy niepodległościowych przed sądami pruskimi. W okresie zaboru pruskiego był przewodniczącym rady nadzorczej polskiej spółki prasowej „Lech. Gazeta Gnieźnieńska”. Od 1909 członek Rady Głównej Polskiego Towarzystwa Demokratycznego. Przygotowywał powstanie wielkopolskie. W 1918 był członkiem Miejskiej i Powiatowej Rady Ludowej oraz Rady Robotniczej. W latach 1919–1927 był pierwszym prezesem Sądu Okręgowego w Gnieźnie, a od 1919 do 1921 piastował urząd przewodniczącego gnieźnieńskiej Rady Miejskiej.
Działał także w organizacjach społecznych i politycznych, m.in. w Poznańskim Towarzystwie Przyjaciół Nauk (od 1894) i Dozorze Szkoły Katolickiej (1895–1907).
Uznając jego długoletnią pracę, Magistrat i Rada Miejska w Gnieźnie 3 listopada 1932 mianowała go Honorowym Obywatelem Miasta Gniezna.
Po wybuchu II wojny światowej, w grudniu 1939 został wysiedlony z Gniezna i zamieszkał w Warszawie.
Zmarł 22 kwietnia 1941 w Warszawie. Jesienią 1947 rodzina złożyła uroczyście jego prochy w grobie rodzinnym na cmentarzu św. Piotra i Pawła w Gnieźnie. Nagrobek odrestaurowano w 2004 roku, ustawiając tablicę z napisem „Z wdzięczności Rada Miasta Gniezna Anno Domini 2004”.
Od 1883 był mężem Wandy ze Święcickich h. Jastrzębiec (1861–1909), siostry Heliodora. Mieli syna Zygmunta (1892–1981) i córkę Wandę (1896–1967), żonę Jerzego Hulewicza.

## Ordery i odznaczenia
- Krzyż Komandorski Orderu Odrodzenia Polski (7 listopada 1925)[4]